# Údol
Údol (bis 1948 slowakisch „Ujlak“; ungarisch Sárosújlak – bis 1907 Uják, russinisch Удол/Udol) ist eine Gemeinde im Nordosten der Slowakei mit 367 Einwohnern (Stand 31. Dezember 2024), die zum Okres Stará Ľubovňa, einem Teil des Prešovský kraj, gehört.

## Geographie
Die Gemeinde befindet sich am Südhang des Berglands Ľubovnianska vrchovina am linken Ufer des Poprad. Das Ortszentrum liegt auf einer Höhe von 519 m n.m. und ist 12 Straßenkilometer von Stará Ľubovňa entfernt.
Nachbargemeinden sind Malý Lipník und Starina im Norden, Orlov im Osten, Plaveč im Süden, Plavnica im Südwesten, Hajtovka im Westen und Matysová im Nordwesten.

## Geschichte
Der Ort wurde zum ersten Mal 1349 schriftlich erwähnt und war vom 14. bis zum 16. Jahrhundert Teil des Herrschaftsgebiets der Burg Plaveč. Im Jahr 1427 wurden 32 Porta im Steuerverzeichnis der Gespanschaft Sáros für den damals Wyak genannten Ort verzeichnet. Doch zum Ende des 15. Jahrhunderts wurde der Ort menschenleer und in den 1520er Jahren wieder bevölkert, als sich hier russinischsprachige Einwohner niederließen. 1600 bestand die Ortschaft aus 17 Häusern für Untertanen sowie einem Haus für den Schultheiß. 1755 fiel das ganze Dorf einem Brand zum Opfer.
1787 hatte die Ortschaft 61 Häuser und 416 Einwohner, 1828 zählte man 88 Häuser und 663 Einwohner, die als Landwirte beschäftigt waren.
Bis 1918 gehörte der im Komitat Sáros liegende Ort zum Königreich Ungarn und kam danach zur Tschechoslowakei beziehungsweise heute Slowakei.

## Bevölkerung
| Jahr                | 1994 | 2004    | 2014    | 2024    |
| ------------------- | ---- | ------- | ------- | ------- |
| Anzahl der Personen | 459  | 417     | 396     | 367     |
| Unterschied         |      | −9,15 % | −5,03 % | −7,32 % |

| Jahr                | 2023 | 2024    |
| ------------------- | ---- | ------- |
| Anzahl der Personen | 370  | 367     |
| Unterschied         |      | −0,81 % |

Gemäß der Volkszählung 2011 wohnten in Údol 406 Einwohner, davon 185 Russinen, 182 Slowaken, 23 Ukrainer und ein Magyare. 15 Einwohner machten keine Angabe zur Ethnie.
338 Einwohner bekannten sich zur griechisch-katholischen Kirche, 24 Einwohner zur orthodoxen Kirche, 22 Einwohner zur römisch-katholischen Kirche und ein Einwohner zur Evangelischen Kirche A. B. Sechs Einwohner waren konfessionslos und bei 15 Einwohnern wurde die Konfession nicht ermittelt.

## Bauwerke und Denkmäler
- griechisch-katholische Kirche im klassizistischen Stil aus dem Jahr 1866